# Hyundai ix55
Hyundai ix55 (в Южной Корее, США, Канаде, Бразилии, Китае продавался под именем Hyundai Veracruz) — среднеразмерный кроссовер, выпускался с 2006 по 2012 года, с января 2009 года официально продавался в России.

## Конструкция

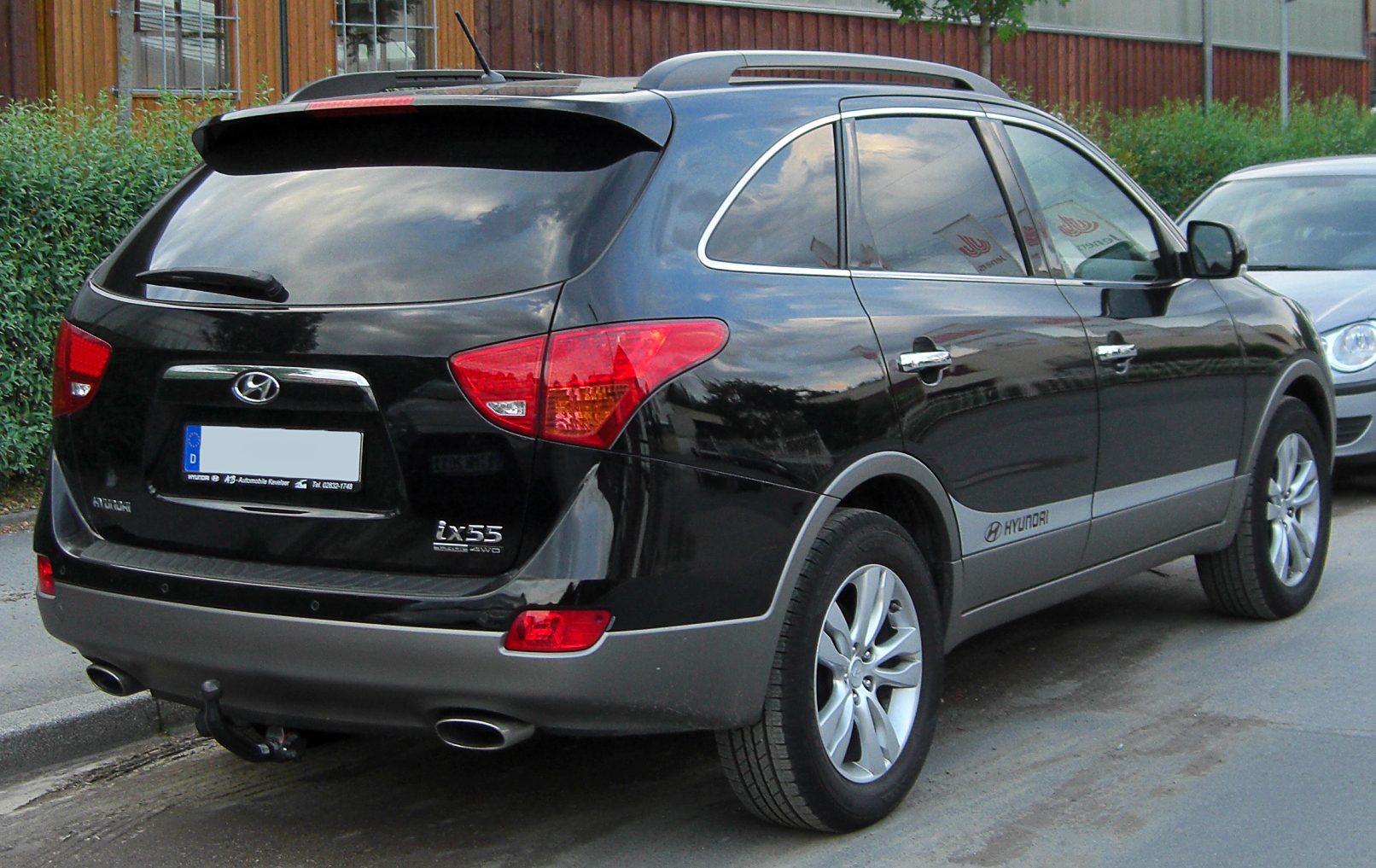
Вид сзади

Hyundai ix55 построен на платформе популярного среднеразмерного кроссоверa Hyundai Santa Fe, однако, обладает увеличенной на 100 мм (до 2805 мм) колёсной базой, за счёт чего у конструкторов появилась возможность установить третий ряд сидений и сделать кроссовер семиместным. На разработку автомобиля у концерна Hyundai ушло порядка 222 миллионов долларов и 26 месяцев работы. Базовая комплектация Hyundai ix55 включает в себя множество элементов, которые у других подобных автомобилей являются опциями, например, двухзонный климат-контроль и подогрев задних сидений.
Доступные на российском рынке двигатели — V-образный 6-цилиндровый бензиновый агрегат объёмом 3778 куб.см и мощностью 264 л.с. при 6000 об./мин. и 3-литровый дизельный V6 мощностью 239 л.с. при 3800 об./мин. Единственная предлагаемая коробка передач — 6-ступенчатая АКПП Shiftronic, разработанная при участии специалистов из японской Aisin.
Передняя подвеска Hyundai ix55 выполнена на стойках Макферсона, задняя представляет собой многорычажную конструкцию. Тормоза всех колёс кроссовера являются дисковыми. Полный привод в Hyundai ix55 выполнен по подключаемой электроникой схеме (многодисковая муфта Haldex ).

## Безопасность
В базовую комплектацию Hyundai ix55 входят ESP, фронтальные и боковые подушки безопасности, а также активные подголовники передних кресел. Комплектация Ultimate включает в себя парковочный радар, максимальная версия Luxury включает систему автоматического поддержания уровня задней части кузова вне зависимости от уровня загруженности машины.
Автомобиль прошёл краш-тест только в IIHS в 2006 году:
| IIHS                                             | IIHS |
| ------------------------------------------------ | ---- |
| Фронтальный удар с 40%-м перекрытием             | G    |
| Боковой удар                                     | G    |
| Подголовники и сиденья                           | A    |
| Протестированная модель: Hyundai Veracruz (2006) |      |